# ジョセフ・ガリバルディ
ジョセフ・ガリバルディ（Joseph Galibardy、1915年1月10日 - 2011年5月17日）は、インドのホッケー選手。コルカタ出身。
1936年ベルリンオリンピックでホッケー競技インド代表として出場し、優勝し金メダルを獲得した。1956年にはイングランドへと移住した。